# Тхорин
Тхо́рин — село в Україні, у Словечанській сільській громаді Коростенського району Житомирської області. Населення становить 1 277 осіб (2001).

## Походження назви
Існує декілька варіантів та версій походження назви села:
- В опису 1545 року Овруцького замку село згадується під назвою  — рос. дореф. Дыхаринъ, пол. Tchoryn, w dokum. Dycharyn[3].

|  | рос. дореф. «Волость Каменицкая, которая отдана на капитулу костела Виленского: село Дыхаринъ, Можары, Листвинъ, Бегунъ и иншие села,..» пол. «... widział ciało w trunie lezącę Artema Zdroka, poddanego ze wsi Tchoryna, woyta wszystkiey włosci kamienieckiey,..» |

- У Справі Можаровських[ru] село згадується під назвою  — пол. Toryn (1581), рос. дореф. Торин (1818).

|  | пол. «I. m. kapituła Wileńska, dali pobór z imion, z tych wsi mianawicie, które leżą w powiecie kijowskim. Naprzód ze wsi: Horodca, Brytowinców, Biehuna, Torynia, Możarow, Listwina, Zalesza, Waskowa, Timochow, Ozieran, Wojkowicz, Kulikow." рос. дореф. «...Каменецкой вотчины въ Кіевской землѣ состоящей, селеній: Бигумія, Литвина, Цуликовичь, Торина,..» |

- Учасниками поліської етнолінгвістичної експедиції в 1981 році, що проводилась під керівництвом академіка М. І. Толстого були записані такі дві версії:[7]

|  | середньополіський говір. «Хатка такá булá, коли́сь соки́рами ше роби́ли, у сáмом куткý та хатка булá. Дед був тáмака, соки́рим нарубáв, буды́ночка зроби́в, пéчку зроби́ли, димáрь у стéнку ввели, ну и так и стоя́в буды́ночок тэй. И о цей тхур, шо земли ́ры́е, крýгом поры́в хáтку, о це тхур там поры́л – и давай розвивáця Тхори́н. Больш да больш, да больш, да и пошлá – Тхори́н. Так роскáзували свояки ́ты́е, стары́е. Так и залишы́лося на векáми». [1981, С. М. Толстая]. середньополіський говір. «Коли́сь говорили: ешчé при пáншчине утёк от пáншчины чоловек, заховаўся тут и живей. А дрýги приéхаў сюда и прáви: «Ты тут зарыўся, як тхор (есть такá зверына, по хлевáх бéгае)». То дуже давно буўó. Так и зовéмося – Тхори́н». [1981, Е. В. Максимова]. |

## Історія
У 1923—59 роках — адміністративний центр колишньої Тхоринської сільської ради Словечанського району.